# Bo Johansson (VD)
Bo Sören "Bosse Bank" Johansson, född 27 november 1965 i Sveg, Jämtlands län, är en svensk bankchef och tidigare styrelseordförande. Han var vd för Sparbanken Sjuhärad (tidigare Swedbank Sjuhärad) från 2002 till 2020. I 13 år var han ordförande i den allsvenska fotbollsklubben IF Elfsborg, från 2005 till 2017. I tre år, 2009–2012, var han också ordförande i Svensk Elitfotboll.
Johanssons smeknamn uppkom när han 2005 anlände till Borås, samma år som IF Elfsborgs nya hemmaplan Borås Arena stod färdig. För att särskilja Johansson från projektledaren för arenan, som bar samma för- och efternamn, kallades han "Bosse Bank" och projektledaren fick samtidigt smeknamnet "Bosse Bygg".